# Wilfried Bony
Wilfried Guemiand Bony (* 10. prosince 1988 Bingerville) je profesionální fotbalista z Pobřeží slonoviny, který hraje na pozici útočníka za nizozemský klub NEC Nijmegen a za národní tým Pobřeží slonoviny.
Jeho hlavními přednostmi jsou např. kvalitní technika, fyzická vyspělost a dynamika, výskok, prudká střela, zakončování, hra hlavou a timing (načasování). Jeho fotbalovými vzory jsou krajan Didier Drogba a Brazilec Ronaldo.
V sezóně 2012/13 se stal s 31 góly nejlepším střelcem Eredivisie. V roce 2013 získal v Nizozemsku ocenění fotbalista roku.

## Klubová kariéra
Narodil se ve městě Bingerville, kde také začal se svojí fotbalovou kariérou. Jeho fotbalové dospívání se pojí s fotbalovou akademií Cyrille Domoraud Football Academy v Bingerville. V roce 2006 už hrál místní první fotbalovou ligu za klub Issia Wazi, kde byl navzdory svému nízkému věku nejlepším střelcem týmu. V místním poháru (Coupe de Côte d'Ivoire de football) slavil ve stejném roce s týmem vítězství.
I proto zaujal skauty Liverpoolu a odjel na zkoušku do Anglie. Trenéra Beníteze však nepřesvědčil a Bony putoval zpět do své vlasti, když přišla nabídka pražské Sparty.

### AC Sparta Praha
Na podzim 2007 se tak talentovaný útočník připojil k B týmu úspěšného českého klubu (formou hostování). Po potřebné aklimatizaci se v létě 2008 zapojil do přípravy A týmu, kde se nějakou dobu rozehrával, než se stal členem základní jedenáctky výběru trenéra Jozefa Chovance. Stal se pilířem týmu, v evropských pohárech vstřelil za Spartu 11 gólů, což ho řadí na čtvrté místo historické klubové tabulky (spolu s Vratislavem Lokvencem). V české lize za Spartu odehrál 59 zápasů a vstřelil v nich 22 gólů. V útoku nastupoval mj. s Kameruncem Léonardem Kweukem.
V průběhu Evropské ligy 2010/11 (podzimní skupinová fáze) byl chvíli s 5 góly nejlepším střelcem soutěže , čímž vzbudil zájem evropských klubů.

### Vitesse

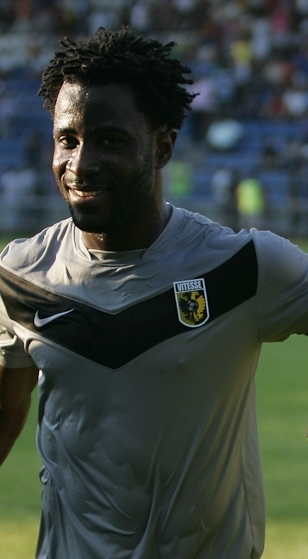
Wilfried Bony v dresu Vitesse.

#### Sezóna 2010/11
30. ledna 2011 přestoupil do klubu nizozemské Eredivisie Vitesse Arnhem za částku kolem 100 miliónů Kč. Ve své první sezóně přispěl k záchraně Arnhemu v lize 3 góly během 7 zápasů.

#### Sezóna 2011/12
V sezóně 2011/12 střílel góly a Arnhem se pohyboval v horní části tabulky. Nakonec zakončil sezónu s 12 góly jako nejlepší střelec klubu  (v tabulce kanonýrů nizozemské ligy se podělil o 10. místo s Glynorem Pletem z FC Twente).
V zimní přestávce sezóny 2011/12 se o něj zajímaly kluby Terek Groznyj a FK Anži Machačkala, Vitesse požadovalo pro zahájení jednání minimální přestupovou částku 12 milionů € (cca 318 milionů Kč).
Ve Vitesse prodloužil Bony v únoru 2012 smlouvu až do roku 2015. Po sezóně 2011/12 zájem klubů neochabl, do seznamu zájemců o Bonyho služby se zařadily mj. další ruské kluby CSKA Moskva a FK Rubin Kazaň.

#### Sezóna 2012/13
Jeho spoluhráči v nizozemském klubu byli mj. český stoper Tomáš Kalas nebo nizozemský obránce Patrick van Aanholt, oba hráči zde hostovali pro sezónu 2012/13 z Chelsea FC.
Ve 4. kole sezóny 2012/13 (2. září 2012) se střetl domácí Vitesse s Feyenoordem a zápas spěl k bezbrankové remíze. V 91. minutě si v pokutovém území soupeře zpracoval míč arnhemský Mike Havenaar a nepřesně vystřelil, míč patičkou posunul Wilfried Bony za záda brankáře Feyenoordu a zařídil tak vítězství 1:0. 15. září 2012 přispěl v 5. ligovém kole brankou na 3:0 v závěru utkání k vítězství svého týmu nad domácím Groningenem, stanovil tak konečný výsledek 3:0 pro Arnhem. 7. října 2012 nastřílel hattrick Heerenveenu (svůj první v Eredivisie) a zachránil svému klubu remízu 3:3. Dotáhl se s osmi trefami na Američana Jozyho Altidoreho v tabulce střelců Eredivisie. 20. října 2012 v 9. ligovém kole vstřelil dva góly na hřišti Bredy a s 10 vstřelenými góly se osamostatnil na čele tabulky střelců (Vitesse zvítězilo 3:0). Svými 2 dalšími góly rozhodl zápas proti domácímu Ajaxu 3. listopadu (výhra 2:0) a dvakrát se prosadil i 18. listopadu v utkání proti NEC Nijmegen (výhra 4:1).
V zimním přestupovém období byl za něj ochotný zaplatit anglický prvoligový klub Newcastle United v přepočtu 300 mil. Kč. 16. března 2013 se dvěma góly podílel na výhře 4:0 nad Haagem, čímž se dostal na 26 gólů ve 24 zápasech v aktuální sezóně. Nakonec sezónu zakončil s 31 vstřelenými góly a stal se nejlepším střelcem Eredivisie. Vitesse skončilo s 64 body na čtvrtém místě ligové tabulky. Bony byl po úspěšné sezóně zvolen v Nizozemsku fotbalistou roku.

### Swansea City AFC
V červenci 2013 přestoupil za 12 milionů liber do velšského celku Swansea City AFC hrajícího anglickou Premier League, což byl rekordně vysoký transfer velšského klubu. Zde podepsal smlouvu na 4 roky. Při svém debutu v prvním utkání třetího předkola Evropské ligy 2013/14 1. srpna 2013 vstřelil dva góly proti švédskému týmu Malmö FF a na jeden přihrál, mužstvo Swansea vyhrálo na domácím hřišti 4:0. Při své premiéře v Premier League 17. srpna 2013 vstřelil jediný gól domácích v utkání s Manchesterem United, který zde vyhrál 4:1. 19. září 2013 se gólem podílel na výhře 3:0 v Evropské lize proti Valencii. 1. ledna 2014 dvakrát skóroval v ligovém střetnutí proti Manchesteru City, ale Swansea City prohrálo 2:3. 5. ledna 2014 rozhodl vítězným gólem o výhře 2:1 nad domácím Manchesterem United ve třetím kole FA Cupu a tím pádem o postupu do dalšího kola. Swansea City vůbec poprvé vyhrálo na Old Trafford. Ve své první sezoně na Britských ostrovech nasázel celkem 16 ligových gólů ve 34 zápasech.

### Manchester City FC
V lednu 2015 se jej pokusilo zlanařit vícero klubů Premier League, např. Liverpool FC, Chelsea FC, Manchester City FC. Získal jej nakonec Manchester City, který zaplatil 25 milionů liber (plus případně 3 miliony liber bonus za jeho vytíženost).

### Stoke City FC (hostování)
Na konci srpna 2016 odešel na roční hostování do klubu Stoke City FC.

### Swansea City AFC (návrat)
31. srpna 2017 v poslední den letního přestupového období na Britských ostrovech přestoupil z Manchesteru City zpět do velšského klubu Swansea City AFC hrajícího anglickou Premier League.

## Reprezentační kariéra

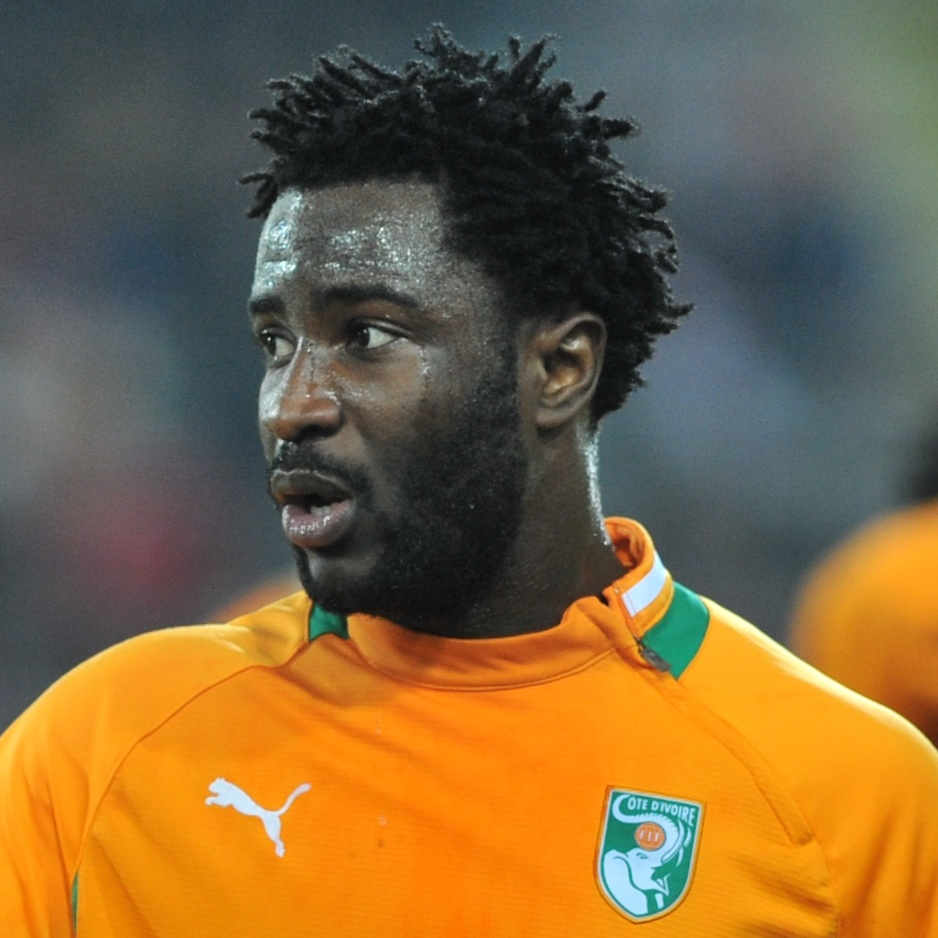
Wilfried Bony v reprezentačním dresu „Slonů“

Bonyho výkonnostní vzestup mu zajistil místo v reprezentaci Pobřeží slonoviny. 9. října 2010 debutoval v zápase proti Burundi (kvalifikační zápas o Africký pohár národů Pobřeží slonoviny vyhrálo venku 1:0), když se dostal na závěrečných 25 minut na hřiště. 17. listopadu 2010 nastoupil na stadionu v Poznani proti Polsku v základní sestavě a odehrál celé přátelské utkání, které „Sloni“ (přezdívka národního týmu Pobřeží slonoviny) s evropským soupeřem prohráli 1:3.
První gól v národním dresu vstřelil 5. června 2011 v kvalifikaci na Africký pohár národů (APN) proti Beninu. Bony uzavřel účet utkání gólem na 6:2 pro hosty (hrálo se v Beninu).
Velmi podařený zápas sehrál Wilfried 3. září 2011 rovněž v kvalifikaci na APN ve Rwandě. V rozmezí 42. a 43. minuty vstřelil 2 góly a přispěl tak k vysokému vítězství Pobřeží slonoviny proti domácímu týmu 5:0. Na svém postu má Bony silnou konkurenci, hrotového útočníka hrává mj. též jeho fotbalový idol Didier Drogba.
Na Africkém poháru národů v roce 2012 se s reprezentací dostal až do finále proti Zambii, zápas skončil 0:0 po prodloužení. V penaltovém rozstřelu Bony proměnil svůj pokutový kop, Pobřeží slonoviny přesto rozstřel prohrálo 7:8 a africkým šampionem se stala Zambie.

Nastoupil i na dalším Africkém poháru národů v roce 2013 v Jihoafrické republice (vyřazení Pobřeží slonoviny ve čtvrtfinále Nigérií). V základní skupině D 30. ledna 2013 vyrovnával na konečných 2:2 proti Alžírsku.
Zúčastnil se Mistrovství světa 2014 v Brazílii. V prvním zápase v základní skupině C proti Japonsku (výhra 2:1) vstřelil jeden gól. V závěrečném utkání základní skupiny C proti Řecku vstřelil vyrovnávací branku na 1:1 (74. minuta). Pobřeží slonoviny ovšem utkání nakonec prohrálo 1:2 a z turnaje bylo vyřazeno.
Na Africkém poháru národů v roce 2015 v Rovníkové Guineji se s týmem probojoval do finále proti Ghaně, tentokrát získal zlatou medaili. Utkání se po výsledku 0:0 rozhodovalo v penaltovém rozstřelu, který skončil poměrem 9:8. Bony svůj penaltový pokus neproměnil.

### Reprezentační góly
Reprezentační góly Wilfrieda Bonyho za A-mužstvo Pobřeží slonoviny
| Gól                | Datum        | Stadion                                                   | Soupeř   | Skóre (min.)  | Výsledek | Soutěž                    |
| ------------------ | ------------ | --------------------------------------------------------- | -------- | ------------- | -------- | ------------------------- |
| 01.                | 05. 6. 2011  | Stade de l'Amitié, Cotonou, Benin                         | Benin    | 02:6 0(86.)   | 2:6      | Kvalifikace na APN 2012   |
| 02.                | 3. 10. 2011  | Stade Amahoro, Kigali, Rwanda                             | Rwanda   | 00:2 0(42.)   | 0:5      | Kvalifikace na APN 2012   |
| 03.                | 3. 10. 2011  | Stade Amahoro, Kigali, Rwanda                             | Rwanda   | 00:3 0(43.)   | 0:5      | Kvalifikace na APN 2012   |
| 04.                | 30. 1. 2012  | Nuevo Estadio de Malabo, Rovníková Guinea                 | Angola   | 02:0 0(65.)   | 2:0      | základní skupina APN 2012 |
| 05.                | 30. 1. 2013  | Royal Bafokeng Stadium, Rustenburg, Jižní Afrika          | Alžírsko | 02:2 0(81.)   | 2:2      | základní skupina APN 2013 |
| 06.                | 23. 3. 2013  | Félix Houphouet-Boigny, Abidžan, Pobřeží slonoviny        | Gambie   | 01:0 0(49.)   | 3:0      | Kvalifikace na MS 2014    |
| 07.                | 8. 6. 2013   | Independence Stadium, Bakau, Gambie                       | Gambie   | 00:2 0(62.)   | 0:3      | Kvalifikace na MS 2014    |
| 08.                | 16. 8. 2013  | Benjamin Mkapa National Stadium, Dar es Salaam, Tanzanie  | Tanzanie | 02:4 0(90+3.) | 2:4      | Kvalifikace na MS 2014    |
| 09.                | 15. 6. 2014  | Itaipava Arena Pernambuco, São Lourenço da Mata, Brazílie | Japonsko | 01:1 0(64.)   | 2:1      | MS 2014                   |
| 10.                | 24. 6. 2014  | Estádio Castelão, Fortaleza, Brazílie                     | Řecko    | 01:1 0(74.)   | 2:1      | MS 2014                   |
| 11.                | 11. 10. 2014 | Stade des Martyrs, Kinshasa, DR Kongo                     | DR Kongo | 00:1 0(24.)   | 1:2      | Kvalifikace na APN 2015   |
| 12.                | 1. 2. 2015   | Nuevo Estadio de Malabo, Malabo, Rovníková Guinea         | Alžírsko | 01:0 0(26.)   | 3:1      | čtvrtfinále APN 2015      |
| 13.                | 1. 2. 2015   | Nuevo Estadio de Malabo, Malabo, Rovníková Guinea         | Alžírsko | 02:1 0(68.)   | 3:1      | čtvrtfinále APN 2015      |
| Platí k 9. 2. 2015 |              |                                                           |          |               |          |                           |

## Rodina
Jeho otec Amedee Shemiz Bony žil v Abidžanu, největším městě Pobřeží slonoviny.

## Individuální úspěchy
- 1× nejlepší střelec Eredivisie (2012/13 – 31 gólů)[19]
- 1× Fotbalista roku Nizozemska za rok 2013